# Aeroportul Poprad-Tatra
Aeroportul Poprad-Tatra (IATA: TAT, ICAO: LZTT) este un aeroport din Prešov, Slovacia ce deservește zona Poprad. Aeroportul a fost tranzitat în 2021 de 15.481 de pasageri. A fost deschis în 1938 și numit după zona deservită.
Situat la o altitudine de 718 m, aeroportul dispune de o singură pistă.